# Kleinsporige lilagordijnzwam
De kleinsporige lilagordijnzwam (Cortinarius acutispissipes) is een schimmelsoort behorend tot de familie Hymenogastraceae. Hij is ectomycorrhizavormend en komt voor op loofhout. Hij is bekend van berk (Betula).

## Kenmerken
Hij heeft een lang wortelende steelbasis, een onaangename geur.
De basidia hebben vier sterigmata en meten 26-31 × 7-8 µm. De sporen zijn amandelvormig met regelmatige ornamentatie, tamelijk bleek, geelbruin en meten 7,2-8,3 × 4,4-4,8 µm.

## Verspreiding
In Nederland komt de kleinsporige lilagordijnzwam uiterst zeldzaam voor.

## Foto's

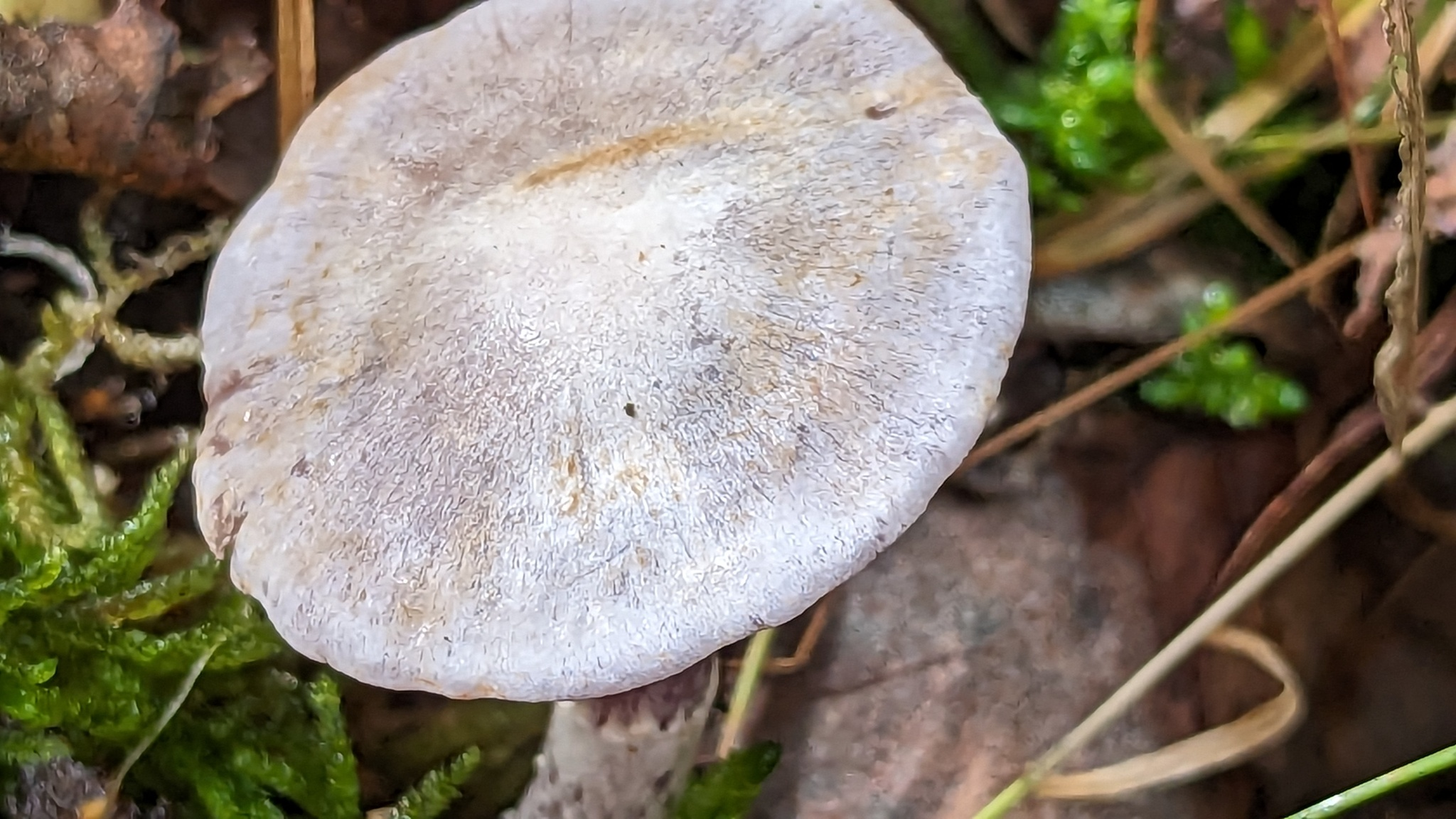